# Legendarni władcy Danii według „Gesta Danorum”

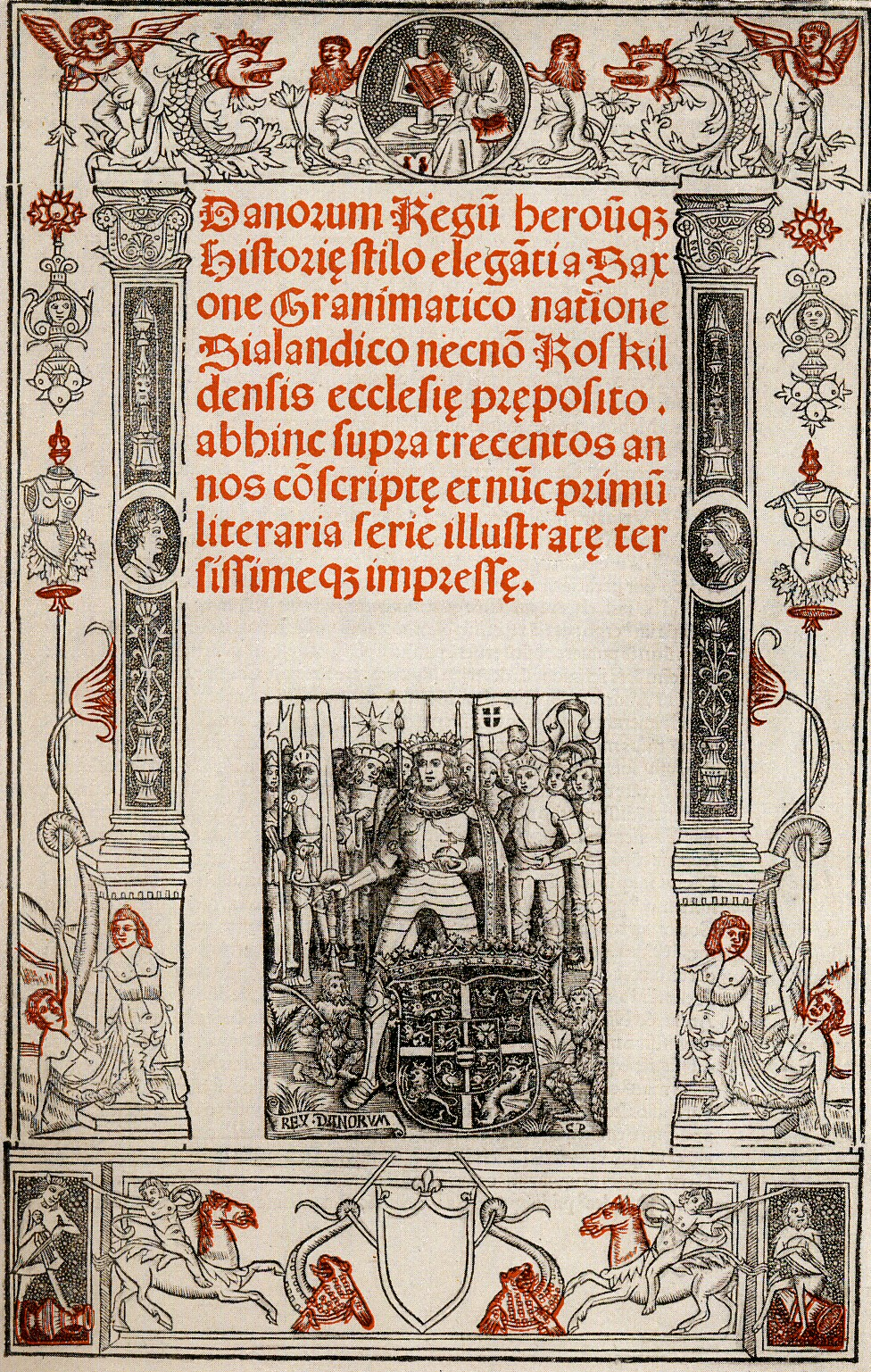
Gesta Danorum

Saxo Gramatyk w swoim dziele Gesta Danorum przedstawił swoją listę władców Danii. Fragmenty tej listy posłużyły historykom jako jedno ze źródeł do (nieukończonej) rekonstrukcji pocztu prehistorycznych władców Danii do X wieku.
Lista Saxo stworzona została na podstawie innych, starszych list. Saxo opierał się między innymi na Kronice z Roskilde oraz pracach Adama z Bremy. Często kilka osób zostało połączonych w jedną, bywa również, że jedna postać występuje pod wieloma imionami. Zestawienie to powinno być traktowane jako źródło na pograniczu dokumentu historycznego i sagi.
Pierwsza księga:
- Dan i Angel (mający mitologicznych przodków; synowie Humble)
- Humble
- Loter
- Skjold (być może jest to Halfdan Stary)
- Gram
- Svibad
- Guthorm
- Hading

Druga księga:
- Frode Fredegod (jednocześnie z Ubbe)
- Roar i Helge
- Rolf Krake

Trzecia księga:
- Høder
- Balder (bóg)
- Rørik
- Hardvendel
- Fenge

Czwarta księga:
- Amlet
- Viglet
- Vermund
- Ubbe/Olaf (władca Danii) (jedna lub dwie osoby? Potomek Frode Fredegoda, mitologicznego Dana III i Huglek)

Piąta księga:
- Frode III (=Frode Fredegod)

Szósta księga:
- Hjarne
- Fridlev
- Frode IV (=Frode Fredegod)
- Ingjald
- (Angantyr)
- Helge i Harald I

Siódma księga:
- Olaf
- Harald
- Frode V (=Frode Fredegod)
- Halfdan i Harald I
- Sivald
- Sigar (ojciec Gøtrika/Gudfreda, postać historyczna)
- Harald Hildetand (=Harald Pięknowłosy)

Ósma księga:
- Harald Hildetand (=Harald Pięknowłosy)
- Olaf
- Omund
- Sivard
- Budle (ojciec Gøtrika/Gudfreda)
- Jarmerik
- Snie
- Bjørn
- Gorm

Dziewiąta księga:
- Olaf
- Hemming
- Sigurd Wężowe Oko
- Ragnar Lodbrog (Ragnar Lodbrok)

- Eryk II Dziecko
- Kanut I
- Frode
- Gorm Angielski (=Gorm Stary?)
- Harald = Harald Sinozęby
- Gorm Stary (=Gorm Angielski?)

Dziesiąta księga:
- Harald Sinozęby
- Swen Widłobrody
- Kanut Wielki
- Kanut III (Hardekanut)
- Magnus Dobry